# Harrow (londýnský obvod)
Městská část Harrow (oficiální název London Borough of Harrow) je městským obvodem na severozápadě Londýna a je součástí Vnějšího Londýna.
Sousedí s hrabstvím Hertfordshire na severu, Hillingdonem na západě, Ealingem na jihu, Brentem na jihovýchodě a Barnetem na východě.
Městská část vznikla v roce 1965 z části Middlesexu Harrow. Tato část byla municipální částí, povýšené z městského obvodu (urban district) 4. května 1954. 50. výročí povýšení bylo v Harrow oslavováno v dubnu 2004 za účasti královny Alžběty II.

## Obvody městské části
- Belmont
- Canons Park
- Harrow
- Harrow on the Hill
- Harrow Weald
- Hatch End
- Headstone
- Kenton
- North Harrow
- Pinner
- Pinner Green
- Queensbury
- Rayners Lane
- Roxeth
- South Harrow
- Stanmore
- Wealdstone
- West Harrow

## Charakter obvodu
Přítomnost Harrow School často vede k domněnce, že tato městská část je bohatou oblastí stejně jako Windsor, kde je Eton College. Tento stav platí ale pouze pro určité oblasti obvodu, například v okolí Harrow-on-the-Hill – kde jsou náklady na bydlení velmi vysoké. Příkladem oblastí v těsné blízkosti Harrow-on-the-Hill s prestižní adresou jsou Pinner a Stanmore. Území mimo tuto část mají spíše charakter předměstský podobně jako jiné části města.
Ačkoli je tato část města vnímána jako bílý obvod je ve skutečnosti obyvatelstvo Harrow multikulturní s významný podílem obyvatel z Indického subkontinentu. Je zde i zvyšující se počet obyvatel pocházejících z Afriky. Všeobecně je vnímána jako městská část s výrazným zastoupením střední třídy, ale se zvyšujícím se etnickým členěním se dělí i sociálně. Dá se říci, že výraznou část obyvatel tvoří obyvatelé z nižší střední třídy i když podíl dělnické třídy je také významný. Podobně je v obvodu zastoupena i velmi bohatá vyšší třída.

## Školství
Městská část je často vnímána jako oblast s dobrým zázemím pro vzdělání. Obvod má mnoho státem podporovaných základních a středních škol, stejně jako několik velkých kolejí vysokých škol. Státní systém se mírně liší od většiny londýnských obvodů tím, že na střední školu vstupují žáci od 12 let namísto od 11 let jak je tomu jinde. Podobně po dlouhý čas střední škola v Harrow nemá integrovaný šestisemestrální systém střední školy, ale všichni absolventi musí postoupit na vysokou školu jako například Harrow College, Stanmore College nebo St Dominic's College. Objevila se výrazná kritika tohoto systému, který nenabízí standardní systém poskytovaný jinými školami. Vzhledem k tomu, že z Harrow odcházelo velké množství studentů na jiné vysoké školy od školního roku 2005 – 2006 i Harrow přejde na šestisemestrální systém.
Ve oblasti soukromých škol dominují Harrow School - chlapecká škola a North London Collegiate School pro dívky, které jsou považovány za jedny z nejlepších škol v Anglii. Další významné soukromé školy v obvodu jsou střední školy John Lyon School pro chlapce a Heathfield School pro dívky. Významnými základními školami jsou Orley Farm School a Reddiford School pro chlapce i dívky.
V obvodu existují i dobrovolně podporované školy. Příkladem jsou Salvatorian College (římskokatolická), Sacred Heart Language College (pravoslavná) a Moriah Jewish Day School (židovská).